# Kanadische Badmintonmeisterschaft 1995
Die Kanadische Badmintonmeisterschaft 1995 fand vom 2. bis zum 5. Mai 1995 in Calgary statt.

## Austragungsort
- Glencoe Club, Calgary

## Medaillengewinner
| Disziplin    | Gold                      | Silber                            | Bronze                         |
| ------------ | ------------------------- | --------------------------------- | ------------------------------ |
| Herreneinzel | Jaimie Dawson             | Wen Wang                          | Mike Beres                     |
| Herreneinzel | Jaimie Dawson             | Wen Wang                          | Brian Abra                     |
| Dameneinzel  | Denyse Julien             | Milaine Cloutier                  | Si-an Deng                     |
| Dameneinzel  | Denyse Julien             | Milaine Cloutier                  | Heather Poole                  |
| Herrendoppel | Iain Sydie Anil Kaul      | Brent Olynyk Darryl Yung          | Fred D’Amours Jaimie Dawson    |
| Herrendoppel | Iain Sydie Anil Kaul      | Brent Olynyk Darryl Yung          | Darren McVicar Arne Rungi      |
| Damendoppel  | Denyse Julien Si-an Deng  | Milaine Cloutier Robbyn Hermitage | Beth Richardson Caroline Thorn |
| Damendoppel  | Denyse Julien Si-an Deng  | Milaine Cloutier Robbyn Hermitage | Charmaine Reid Heather Poole   |
| Mixed        | Darryl Yung Denyse Julien | Anil Kaul Si-an Deng              | Brent Olynyk Heather Poole     |
| Mixed        | Darryl Yung Denyse Julien | Anil Kaul Si-an Deng              | Mike Beres Robbyn Hermitage    |